# Reazione di Koenigs-Knorr
La reazione di Koenigs-Knorr in chimica organica è una reazione di sostituzione che coinvolge un alogenuro di glicosile e un alcool, per dare un glicoside. È una delle più datate reazioni di glicosilazione. Il nome le venne dato da Wilhelm Koenigs (1851-1906), studente di Adolf von Baeyer e compagno di studi di Hermann Emil Fischer, e da Edward Knorr, studente di Koenigs.
Nella sua forma originale, Koenigs e Knorr hanno trattato un bromuro di glucosio acetilato con alcoli, in presenza di carbonato d'argento. A breve distanza, anche Fischer e Armstrong riportarono risultati molto simili.
Nell'esempio precedente, la stereochimica è determinata dalla presenza del gruppo sostituente in C2 che indirizza la reazione verso la formazione di una struttura 1,2-trans. Gli esteri (ad es. acetile, benzoile) generalmente forniscono una buona assistenza anchimerica e perciò sono stereoselettivi, mentre gli eteri, invece, (ad es. benzile, metile ecc.) portano a miscele di stereoisomeri .

## Meccanismo
Nel primo step del meccanismo, il glicosil bromuro reagisce con il carbonato d'argento e vengono sottratti i sottoprodotti dell'argento: il bromuro d'argento e l'anione (AgCO3)- . Da questa struttura si forma un anello diossolanio, che viene attaccato dal metanolo tramite un meccanismo SN2 sull'atomo di carbonio carbonilico. Questo attacco porta all'inversione. Dopo la deprotonazione dell'ossonio intermedio, si forma il glicoside del prodotto.
La reazione può anche essere applicata a carboidrati con gruppi protettori differenti. Nella sintesi di oligosaccaridi, si possono usare molecole in cui i gruppi protettori permettano l'accesso ad un unico carbonile.

## Storia
Il metodo è stato successivamente trasferito da Emil Fischer e Burckhardt Helferich ad altre purine cloro-sostituite e riuscendo dunque a produrre per la prima volta nucleosidi sintetici. Successivamente è stato ulteriormente migliorato e modificato grazie a numerosi altri contributi.

## Reazioni alternative
In generale, il termine reazione di Koenigs-Knorr si riferisce all'uso di glicosil cloruri, bromuri e più recentemente ioduri, come donatori di glicosile. Altri promotori alternativi che possono essere usati comprendono vari sali di metalli pesanti, tra cui bromuro di mercurio/ossido di mercurio, cianuro di mercurio e triflato d'argento. Nel caso in cui vengano utilizzati i sali di mercurio, la reazione è normalmente chiamata metodo di Helferich. Metodi alternativi di glicosidazione sono la glicosidazione di Fischer, l'uso di glicosil acetati, tioglicosidi, glicosil tricloroacetimidati, glicosil fluoruri, n-pentenil glicosidi come donatori di glicosile oppure anche la somministrazione intramolecolare di aglicone.